# ترک‌های سفید حکاکی شده
ترک‌های سفید حکاکی شده (به انگلیسی: White etching cracks) به عنوان یکی از پدید‌های بحرانی و پیچیده در علم مواد و مهندسی مکانیک شناخته می‌شوند که به طور قابل توجهی بر عملکرد یاتاقان‌های جعبه‌دنده توربین‌های بادی تاثیر می‌گذارند. این ترک‌ها معمولا از تغییرات ریزساختاری در فولاد یاتاقان‌ها ناشی می‌شوند و می‌توانند منجر به خرابی زودهنگام اجزا و کاهش عمر مفید آن‌ها شوند. WECs در یاتاقان‌ها و سایر تجهیزات با تنش بالا که تحت شرایط بارگذاری و دمای شدید کار می‌کنند، رایج هستند. این پدیده به طور گسترده در تحقیقات علمی مورد بررسی قرار گرفته و همچنان موضوع پژوهش و توسعه است .

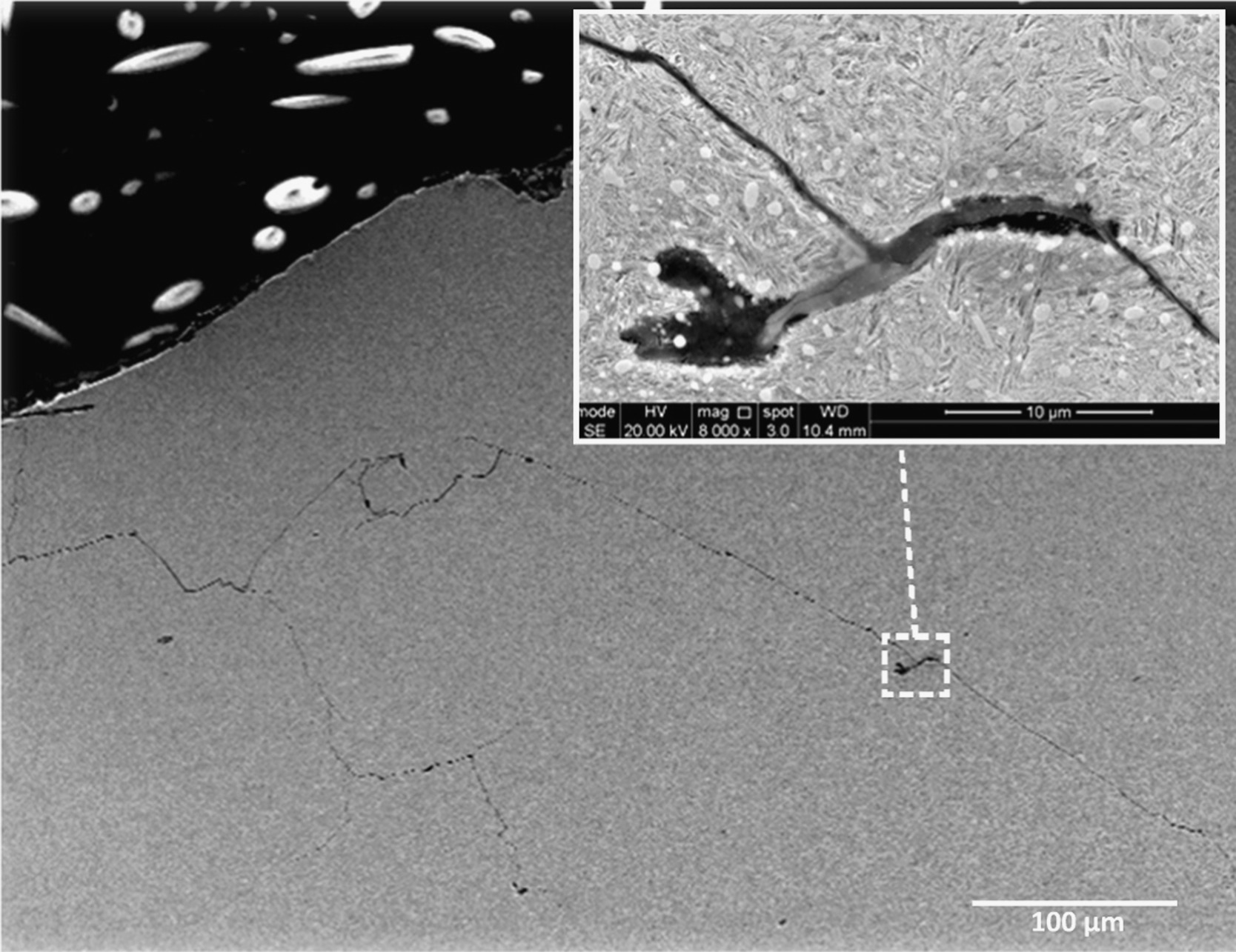
شروع WEC در ترکیبات MnS در فولاد

### اهمیت ترک‌های WEC در یاتاقان‌هایتوربین بادی
توربین‌های بادی تحت شرایط کاری خاصی عمل می‌کنند و اغلب بارهای مکانیکی و تنش‌های بالایی را تجربه می‌کنند. به‌ویژه یاتاقان‌های جعبه‌دنده توربین‌های بادی مسئول تحمل بارهای سنگین و تنش‌های تماس هستند. این فشارها باعث می‌شود ترک‌های WEC به عنوان یکی از دلایل اصلی خرابی زودرس این اجزا محسوب شوند. اگر این ترک‌ها به موقع شناسایی و ترمیم نشوند، می‌توانند مشکلات جدی و پرهزینه‌ای را در بهره‌برداری از توربین ایجاد کنند. خرابی ناشی از WECs ممکن است به هزینه‌های زیاد تعمیر و نگهداری و حتی توقف کامل توربین منجر شود. بنابراین، درک و مطالعه این ترک‌ها برای افزایش عمر مفید یاتاقان‌ها و بهبود قابلیت اطمینان سیستم‌های توربین بادی ضروری است .

### مکانیزم‌های تشکیل WEC

#### تنش تماس و خستگی
یکی از دلایل اصلی تشکیل WEC، تاریخچه خاص تنش‌های تماسی است که در طول عمر اولیه یاتاقان‌ها و سایر اجزای صنعتی ایجاد می‌شود. این تنش‌ها باعث ایجاد ترک‌های خستگی اولیه می‌شوند که به مرور زمان گسترش یافته و به تغییرات ریزساختاری در سطح تماس منجر می‌گردند. مطالعات نشان داده‌اند که تنش های فشاری بالا در نقطه تماس می‌تواند ساختار دانه و کاربید‌های فولاد را تغییر داده و مناطق حکاکی شده سفید ایجاد کند. این مناطق که تحت میکروسکوپ به‌طور خاص دیده می‌شوند، به‌طور قابل توجهی با ریزساختار طبیعی فولاد متفاوت هستند .

#### نقش لغزش و شدت تماس
لغزش و شدت تماس نقش مهمی در فرآیند تشکیل WEC دارند. آزمایش‌های مختلف نشان داده‌اند که WECs به راحتی در شرایط لغزش منفی و در مواقعی که ضخامت لایه روانکار متغیر است، تشکیل می‌شوند. لغزش منفی فشار‌های موضعی را در نقاط تماس افزایش می‌دهد و باعث در انتشار ترک‌ها و آسیب بیشتر می‌شود. علاوه بر این، شدت تماس و بارهای اعمال شده به میزان زیادی بر سرعت تشکیل WEC تاثیر می‌گذارند، به ویژه در شرایط روانکاری نامطلوب. شدت بالای تماس می‌تواند منجر به تشکیل و گسترش سریع ترک‌ها شود و این موضوع در صورت روانکاری ناکافی تشدید می‌شود .

### تغییرات ریزساختاری در WECs

#### مناطق سفید حکاکی شده و مناطق تیره حکاکی شده
تغییرات ریزساختاری در فولاد یاتاقان‌ها معمولا به دونوع اصلی تقسیم می‌شوند: مناطق سفید حکاکی شده (WEAs) و مناطق تیره حکاکی شده (DERs). این تغییرات ریزساختاری اغلب ناشی از خستگی در تماس‌های نوردی (RCF) هستند. مناطق تحت تاثیر خستگی دچار تغییرات قابل‌توجهی در ساختار دانه و تشکیل فازهای جدید می‌شوند، ازجمله تغییرات در کاربید‌ها و پخش غیرمعمول فازها، که منجر به تغییر رنگ سطوح و ایجاد مناطق WEAs می‌شود. مناطق تحت تاثیر RCF معمولا مقاومت کمتری در برابر آسیب و خرابی دارند .

#### تاثیر مواد و پوشش‌ها
پوشش‌ها و مواد مختلف به‌طور مستقیم بر فرآیند تشکیل WEC تاثیر می‌گذارند. به عنوان مثال، پوشش‌های اکسید سیاه به عنوان یک راه‌حل صنعتی برای افزایش عمر یاتاقان‌ها درنظر گرفته می‌شوند. با این حال، شواهد نشان می‌دهند که این پوشش‌ها به طور کامل از تشکیل WEC جلوگیری نمی‌کنند. اگرچه ممکن است این پوشش‌ها در شرایط خاص، شروع ترک‌ها را کاهش دهند، اما اثربخشی کلی آن‌ها در برابر WECs محدود است. بنابراین، تحقیقات بیشتر در زمینه مواد جایگزین و بهبود پوشش‌ها برای کاهش تشکیل WEC ضروری است .

### عوامل مؤثر بر انتشار WEC

#### ترکیب روانکار
ترکیب روانکار تاثیر قابل توجهی بر زمان خرابی و سرعت انتشار WEC دارد. روانکارها نقش مهمی در کاهش اصطکاک و دما در نقاط تماس دارند. با این حال، برخی افزودنی‌ها مانند زینک دی‌آلکیل‌دی‌تیوفسفات (ZDDP) می‌توانند تشکیل WEC را تسریع کنند. در مقابل، روانکارهایی با ترکیبات شیمیایی بهینه می‌توانند سرعت انتشار ترک‌ها را کاهش داده و عمر اجزا را افزایش دهند. روانکار‌های طراحی شده مناسب باید اثرات منفی ریزساختاری را به حداقل برسانند و در عین حال عملکرد طولانی‌مدت سیستم را حفظ کنند .

#### تعاملات شیمیایی و مکانیکی
ترکیب شیمیایی روانکار‌ها و شرایط لغزش و شدت تماس تنها عوامل مؤثر در تشکیل WEC نیستند. تاریخچه خاص تنش‌ها و توالی فشارهای اعمال‌شده در طول زمان عوامل اصلی در گسترش ترک‌ها هستند. به عبارت دیگر، بارهای متناوب و شرایط شدید تماس می‌توانند WECs را آغاز کنند. این تعامل پیچیده بین خواص شیمیایی و مکانیکی روانکارها نیاز به درک عمیق‌‌تری از نقش آن‌ها در تشکیل WEC دارد .

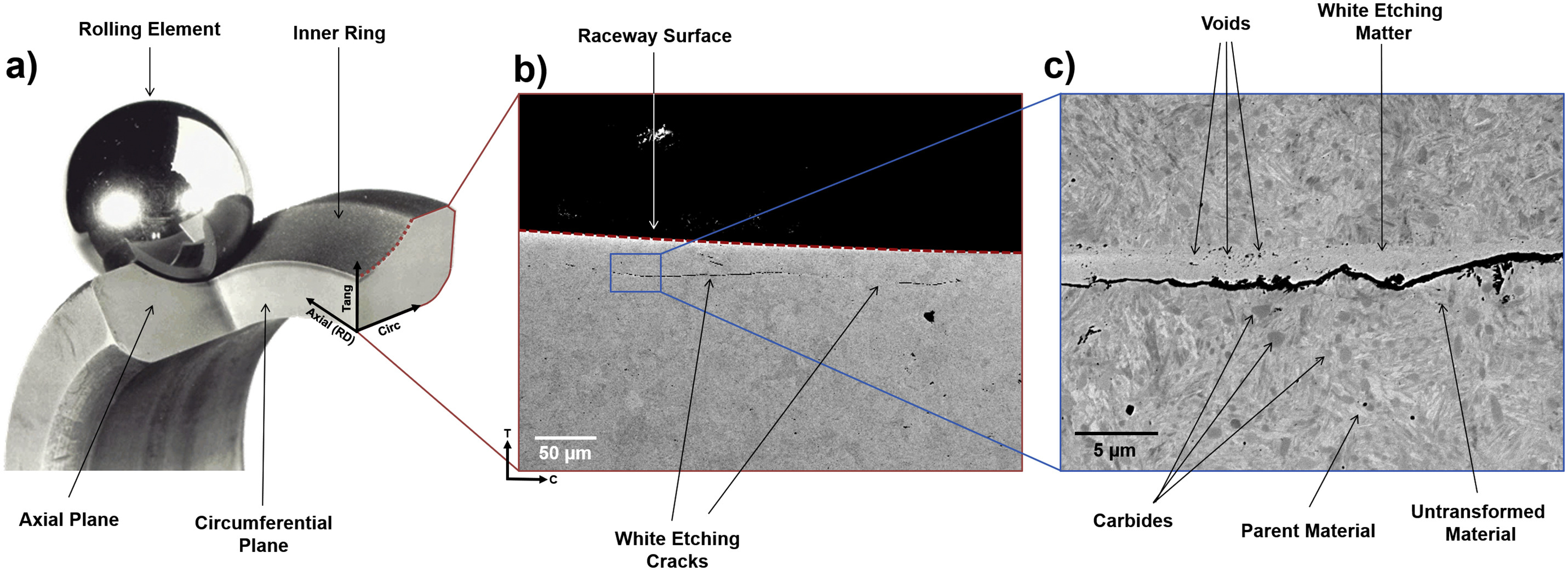
در بررسی اجمالی اجزای یاتاقان، محل و ظاهر یک ترک حکاکی سفید (WEC): الف) نمایش شماتیک یک بلبرینگ شیار عمیق استاندارد. ب) تصویری با بزرگنمایی کم با استفاده از الکترون‌های ثانویه (SE) که یک WEC واقع در زیر سطح در یک حلقه داخلی یاتاقان را نشان می دهد. ج) تصویری با بزرگنمایی بیشتر با استفاده از الکترون های پس پراکنده (BSE) ناحیه تاکید شده در b)، که ظاهر مشخصه یک WEC را نشان می دهد.

### چالش‌ها و جهت‌گیری‌های آینده پژوهش

#### عدم توافق درباره مکانیزم‌ها
یکی از چالش‌های اصلی در پژوهش‌های مرتبط با WEC، نبود اجماع بر سر مکانیزم‌های دقیق تشکیل ترک است. با وجود مطالعات متعدد، فرآیندهای دقیق منجر به تشکیل WEC همچنان به‌طور کامل روشن نشده است. مدل‌های فعلی خستگی تماس نوردی برای شبیه‌سازی دقیق این مکانیزم‌ها کافی نیستند و این امر نیاز به تحقیقات بیشتر و توسعه مدل‌های پیشرفته‌تر را برجسته می‌کند .

#### توسعه مدل‌های جدید
مدل‌های آینده باید به‌طور جامع اثرات هم‌زمان عوامل مکانیکی، شیمیایی و ریزساختاری را در تشکیل WEC در نظر بگیرند. این مدل‌ها باید قادر به پیش‌بینی دقیق زمان خرابی و شرایط عملیاتی خاص باشند. توسعه چنین مدل‌هایی می‌تواند به درک بهتر تعامل عوامل مختلف در تشکیل ترک‌ها و ایجاد WECs کمک کند .

### نتیجه گیری
ترک‌های سفید حکاکی شده (WECs) یکی از دلایل اصلی خرابی زودهنگام در یاتاقان‌های جعبه‌دنده توربین‌های بادی هستند. این ترک‌ها ناشی از ترکیبی پیچیده از تنش‌‌های مکانیکی، شرایط لغزش و تاثیرات شیمیایی بوده و پیامد‌های گسترده‌ای بر عملکرد و هزینه‌های تعمیر و نگهداری دارند. بررسی بیشتر مکانیزم‌های تشکیل WEC، همراه با توسعه مواد و روانکارهای جدید، می‌تواند نرخ خرابی را کاهش داده و عمر اجزا را افزایش دهد. پژوهش‌های آینده باید بر ایجاد مدل‌های جامع‌تر و بهره‌گیری از فناوری‌های پیشرفته برای بهبود شناسایی و جلوگیری از WEC متمرکز شوند.

## جستار‌های وابسته
- مرز دانه
- رشد ناهنجار دانه
- کریستالیت
- فرتینگ(پدیده)
- مارتنزیت
- سوده‌شناسی